# Vila Praia de Âncora
Vila Praia de Âncora é uma vila portuguesa sede da Freguesia de Vila Praia de Âncora do Município de Caminha, freguesia com 8,15 km² de área e 4623 habitantes (censo de 2021), tendo, por isso, uma densidade populacional de 567,2 hab./km².
A povoação sede da freguesia foi elevada à categoria de vila em 5 de julho de 1924, sendo alterada então a sua designação oficial de Santa Marinha de Gontinhães para Vila Praia de Âncora. Em 1922 a localidade e o rio eram conhecidos por Amora. A vila e a freguesia são as mais populosas do Município de Caminha.

## Descrição
Situada no fim de um vale protegido a norte pela Serra D'Arga e a sul pelo Monte de Santa Luzia, Vila Praia de Âncora é uma vila piscatória carregada de tradições. O rio Âncora faz a divisão da praia, galardoada com Bandeira Azul: a parte norte, onde se forma uma pequena piscina, propícia para as brincadeiras das crianças, é delimitada por um pontão, próximo do Forte do Lagarteiro e dum pequeno porto de pesca; a parte sul, à qual se acede através de uma ponte reservada a peões, é moldada por um cordão dunar, protegido por longos passadiços de madeira.

## Demografia
Nota 1: Nos censos de 1864 a 1930 denominava-se Gontinhães. Foi-lhe dada a actual designação pela lei nº 1616, de 5 de julho de 1924, que igualmente elevou a sede da freguesia à categoria de vila 
Nota 2: O censo de 1930 apresenta uma série de discrepâncias em várias freguesias do concelho de Caminha relativamente aos valores registados em 1920 e em 1940
A população registada nos censos foi:
| Ano  | 0-14 Anos | 15-24 Anos | 25-64 Anos | > 65 Anos |
| 2001 | 737       | 698        | 2486       | 767       |
| 2011 | 600       | 603        | 2599       | 1018      |
| 2021 | 524       | 427        | 2441       | 1231      |

## Património
- Anta da Barrosa ou Lapa dos Mouros
- Forte do Cão (Gelfa)
- Forte da Lagarteira
- Igreja Matriz de Vila Praia de Âncora
- Mamoa de Aspra ou Cova da Moura
- Monte do Calvário

## Personalidades Ilustres
- Dom Carlos Francisco Martins Pinheiro, (1925 - 2010), Bispo auxiliar de Braga
- Quim Barreiros, (1947), Cantor Popular designado como verdadeiro cantor "brejeiro"
- Contra-almirante Ramos Pereira, (1901- 1974), agraciado a título póstumo com a comenda da ordem da liberdade